# Liesten
Liesten is een plaats en voormalige gemeente in de Duitse deelstaat Saksen-Anhalt, en maakt deel uit van de Landkreis Altmarkkreis Salzwedel.
Liesten vormt samen met Depekolk een Ortschaft van de gemeente Salzwedel. De beide plattelandsdorpjes liggen respectievelijk 12 en 13 km ten zuidoosten van de stad Salzwedel.
Liesten zelf telde eind 2023 201 inwoners, Depekolk 56. In beide plaatsjes staat een 13e-eeuwse, evangelisch-lutherse dorpskerk.

## Afbeeldingen

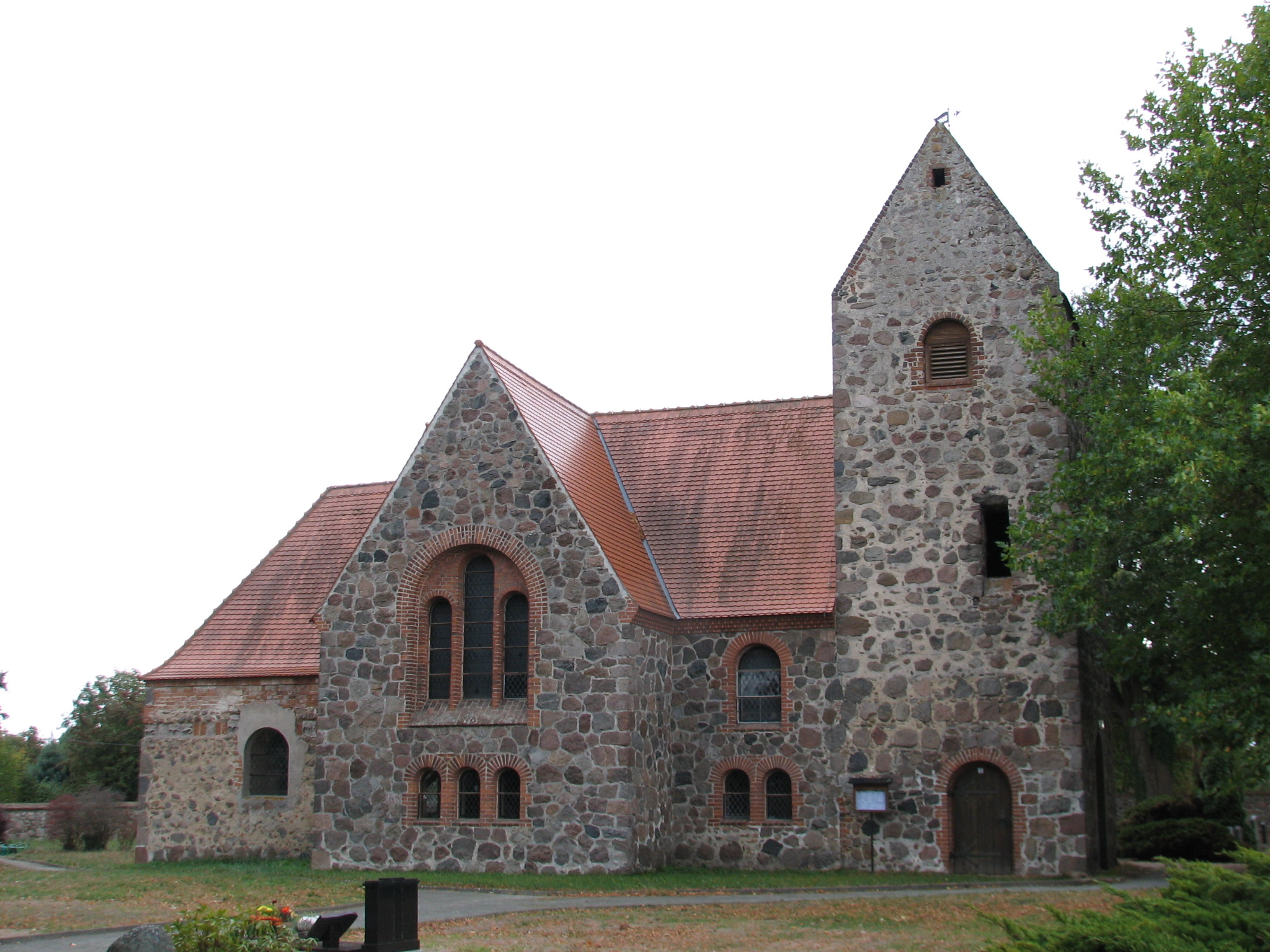
Dorpskerk te Liesten
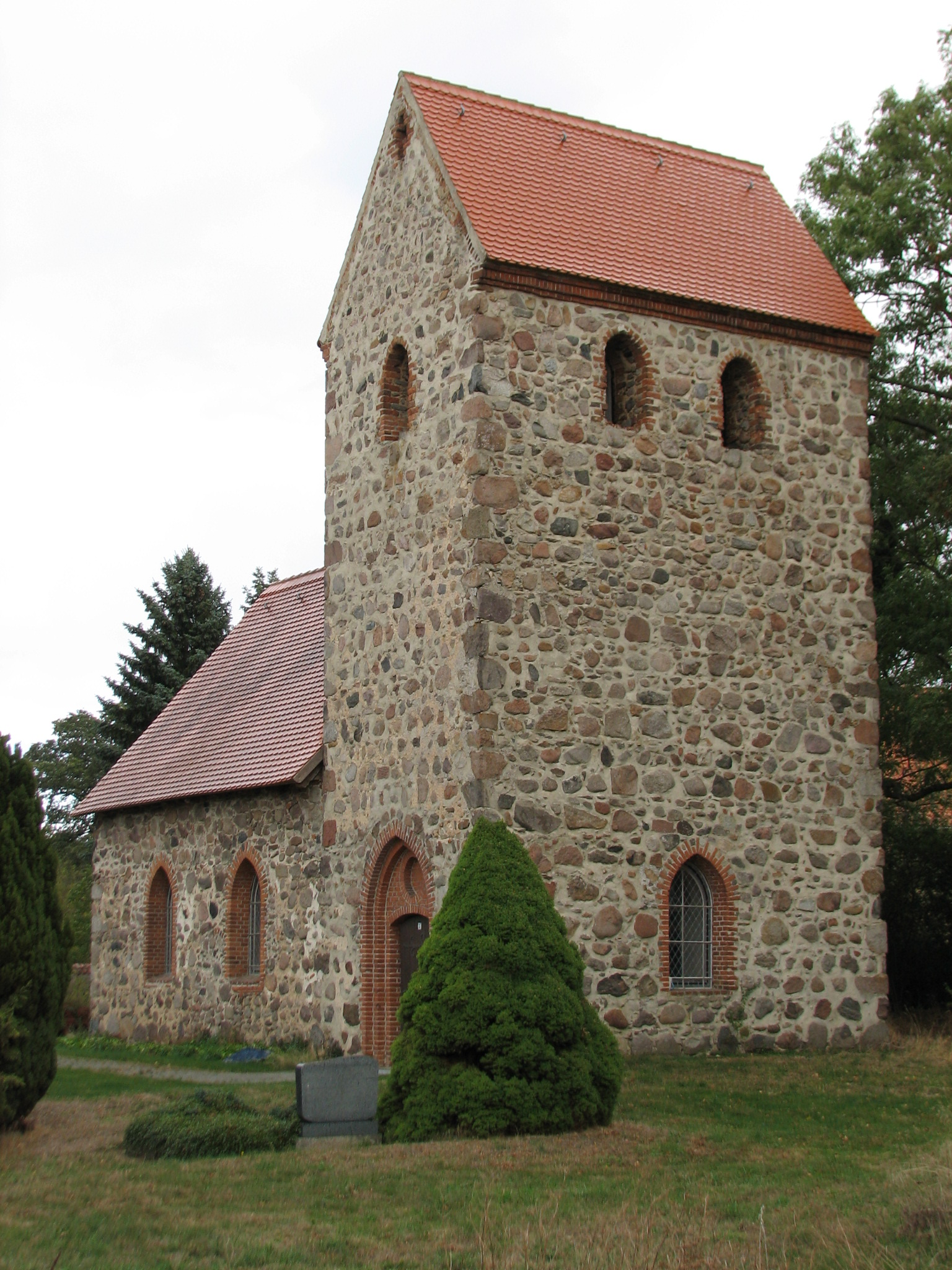
Dorpskerk te Depekolk